# 車部
車部（）は、漢字を部首により分類したグループの一つ。
康熙字典214部首では159番目に置かれる（7画の13番目、酉集の13番目）。

## 概要
「車」字は地に接して回転する輪によって動く乗り物あるいは運搬用具である車を意味する。
古文字を見ると、馬車を上から見た形に象っており、車輪や車軸、乗載部を覆う車蓋、車を引くために車体から突き出している縦木の轅（ながえ）、その先に渡した横木である衡、そこにつけられた馬に掛ける軛（くびき）の形を備えている。篆書の字形はそれを簡略化したものである。引伸して風車や水車など軸を中心に回転する器具などを意味する。
またキョ (ju1) という字音で戦車を象徴するシャンチー（中国象棋）の駒の一つ（車）を意味する。
なお漢代の『釈名』は、古は居（キョ）という音であり、今は舎（シャ）に近い音であるといっており、古音がキョの方であったことが分かる。
現代朝鮮語では古音に当たる音もあり、例えば自転車を意味するチャジョンゴ（자전거：俗称「チャリンコ」の語源ともいう）に用いられる。
偏旁の意符としては車輌に関することを示す。左側の偏の位置に置かれ、左右構造を作ることが多い。
車部はこのような意符を構成要素に持つ漢字を収める。しかし、中には「輝」のように車とは関係なく、他の部首に分類できるところがなかったような字もある。
中国の簡体字では字形を「车」としている。

## 部首の通称
- 日本：くるま・くるまへん
- 中国：車字旁
- 韓国：수레거부（sure geo bu、くるまの車部）
- 英米：Radical cart

## 部首字
車
- 中古音
  - 広韻 - 尺遮切、麻韻、平声
  - 詩韻 - 麻韻、平声
  - 三十六字母 - 穿母三等
- 現代音
  - 普通話 - ピンイン：chē 注音：ㄔㄜ ウェード式：ch'e1
  - 広東語 - Jyutping:ce1 イェール式:che1
- 日本語 - 音：シャ（漢音・呉音） 訓：くるま
- 朝鮮語 - 音：거 / 차(geo / cha) 訓：수레（sure、くるま）

## 例字
| 画数 | 例字                              |
| ---- | --------------------------------- |
| 0    | 車・车                            |
| 1    | 軋                                |
| 2    | 軌・軍                            |
| 3    | 軒・軎                            |
| 4    | 軟・軛                            |
| 5    | 軼・軻・軸・軫                    |
| 6    | 較・載・軾・輊・輅                |
| 7    | 輕（軽5）・輒・輓・輔             |
| 8    | 輝・輜・輟・輩・輛（輌6）・輪・輦 |
| 9    | 輯・輳・輻・輹・輸（輸）          |
| 10   | 轅・轄・轂・輾・輿                |
| 11   | 轉（転4）・轆                     |
| 12   | 轎・轍                            |
| 13   | 轗                                |
| 14   | 轟・轜                            |
| 15   | 轡・轢                            |
| 16   | 轣・轤                            |

### 最大画数
- 𨐄（𤕌・緟?）